# Bionicle – Legenden återuppstår
Bionicle – Legenden återuppstår (engelska: The Legend Reborn) är en film från 2009 baserad på LEGOs actionfigurer Bionicle.

## Handling
Filmen börjar med hur den stora anden Mata Nui, bannlyst från sin egen kropp av ärkefienden Makuta Teridax, skickas iväg till ökenplaneten Bara Magna, inspärrad i en mask. Med hjälp av maskens kraft att ge liv åt föremål, skapar han en ny kropp åt sig själv och börjar utforska planeten. Invånarna, som kallas Agori, är fattiga, och de ständigt attackerande benjägarna som plundrar deras byar gör inte saken bättre. Mata Nui blir förvånad av bybornas system för problemlösning, som går ut på att när två byar har en dispyt avgörs den med en strid mellan två krigare, Glatorian, som anlitats av varsin by. Men snart får han nya vänner på den karga planeten, och lär sig innebörden av vänskap och tillit.
Samtidigt har de onda benjägarna slutit en pakt med de mäktiga Skrall. Mot denna enade armé har Agori inte en chans, om de inte slutar med stridandet och förenas. Mata Nui vill hjälpa sina vänner, men hur ska han komma hem till sin egen planet? Gradvis upptäcker dock Mata Nui att de två valen har ett större samband än han trodde.

## Bonusmaterial
- Förlängt slut
- Borttagna scener
- Karaktärsgalleri
- "Bye Bye Babylon"-musikvideo
- Publicitet och reklam

## Originalröster
- Michael Dorn som Mata Nui
- Jim Cummings som Ackar
- Marla Sokoloff som Kiina
- David Leisure som Metus
- James Arnold Taylor som Berix, Vastus
- Mark Famiglietti som Gresh, bybor
- Armin Shimerman som Raanu, Villagers and Village Leaders
- Fred Tatasciore som Tuma
- Jeff Glen Bennett som Strakk, Tarix
- Dee Bradley Baker som Bone Hunters, Skrall, Vorox
- Mark Baldo som bybor

## Svenska röster
- Johan Hedenberg som Mata Nui
- Anders Byström som Ackar
- Mikaela Tidermark Nelson som Kiina
- Mattias Knave som Metus
- Kim Sulocki som Berix
- Nick Atkinson som Gresh
- Hans Jonsson som Raanu
- Gunnar Ernblad som Tuma och Vastus
- Anders Öjebo som Strakk
- Jakob Stadell som Tarix